# مهدی زرکانه
مهدی زرکانه (انگلیسی: Mehdi Zerkane؛ زادهٔ ۱۵ ژوئیهٔ ۱۹۹۹) بازیکن فوتبال اهل فرانسه است.
از باشگاه‌هایی که در آن بازی کرده‌است می‌توان به باشگاه فوتبال بوردو اشاره کرد.
وی همچنین در تیم ملی فوتبال الجزایر بازی کرده‌است.